# Kohtla-Järve
Kohtla-Järve (deutsch: Kochtel-Türpsal) ist eine Industriestadt im Nordosten Estlands. Ihre Geschichte ist eng mit dem Abbau des Ölschiefers seit den 1920er Jahren verbunden. Sie ist die fünftgrößte Stadt des Landes.

## Geografie
Kohtla-Järve liegt im Kreis Ida-Viru (Ida-Viru maakond), unweit der estnischen Ostseeküste. Kohtla-Järve hat 32.839 Einwohner (Stand 1. Januar 2025).
Die Einwohnerzahl der Stadt ist nach Wiedererlangung der estnischen Unabhängigkeit 1991 stark zurückgegangen. Verglichen mit Ende der 1970er Jahre, hat sie sich halbiert. Dies erklärt sich einerseits durch die Ausgliederung der wieder selbständigen Städte Jõhvi, Püssi und Kiviõli. Andererseits hat der Zusammenbruch der sowjetischen Schwerindustrie negative wirtschaftliche Folgen hinterlassen. Viele ehemals sowjetische Unternehmen wurden unrentabel und mussten schließen. Die Arbeitslosigkeit ist nach wie vor hoch. Die demographische Entwicklung ist wie in allen Städten des Landkreises weiter negativ.
Die slawischsprachige Bevölkerung macht etwa achtzig Prozent aus. Bei der Volkszählung im Jahr 2000 bezeichneten sich 68,9 % als Russen, 17,8 % als Esten, 4,5 % als Weißrussen und 2,3 % als Ukrainer. Die meisten Familien wurden nach dem Zweiten Weltkrieg als Industriearbeiter aus anderen Teilen der Sowjetunion nach Kohtla-Järve geholt.

### Territoriale Gliederung

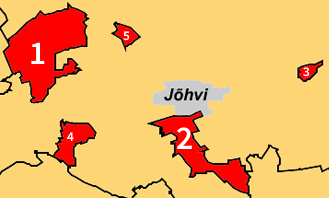
Die Stadtteile Kohtla-Järves

Eine Besonderheit Kohtla-Järves stellt die territoriale Zersplitterung des Stadtgebiets dar. In Ost-West-Richtung liegen die Stadtteile zwanzig Kilometer auseinander. Der Doppelname der Stadt leitet sich von den Dörfern Kohtla und Järve ab.
Die Stadt besteht aus fünf unverbundenen Stadtteilen. Dies erklärt sich aus der Gründung der Stadt nach dem Zweiten Weltkrieg, als mehrere Ortschaften zur sozialistischen Industrie- und Arbeiterstadt Kohtla-Järve zusammengeschlossen wurden. Nach Wiedererlangung der estnischen Unabhängigkeit wurden in den 1990er Jahren einzelne Teile Kohtla-Järves als eigenständige kommunale Gebietskörperschaften wieder ausgegliedert.
Die fünf Stadtteile Kohtla-Järves sind Järve (auf nebenstehender Karte Nr. 1), Ahtme (Nr. 2),  Oru (Nr. 3), Sompa (Nr. 4) und Kukruse (Nr. 5). Ahtme und Järve sind mit jeweils etwa 16.000 Einwohnern mit Abstand die beiden bevölkerungsreichsten Stadtteile (Stand 31. Dezember 2011).
Im Stadtteil Järve, der durch seine sozialistische Architektur geprägt ist, liegt der Sitz der Stadtverwaltung.

## Geschichte

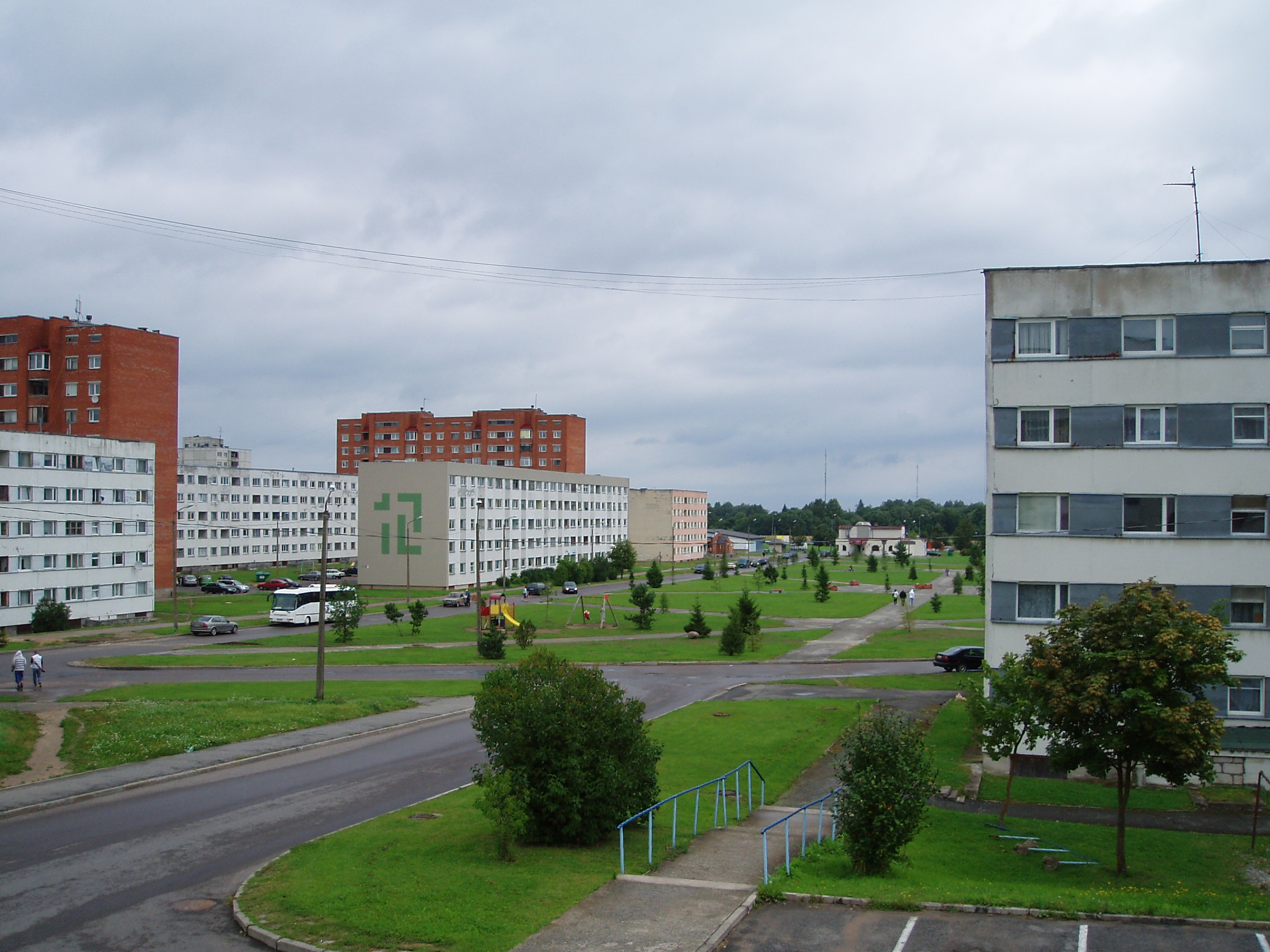
Stadtansicht von Ahtme

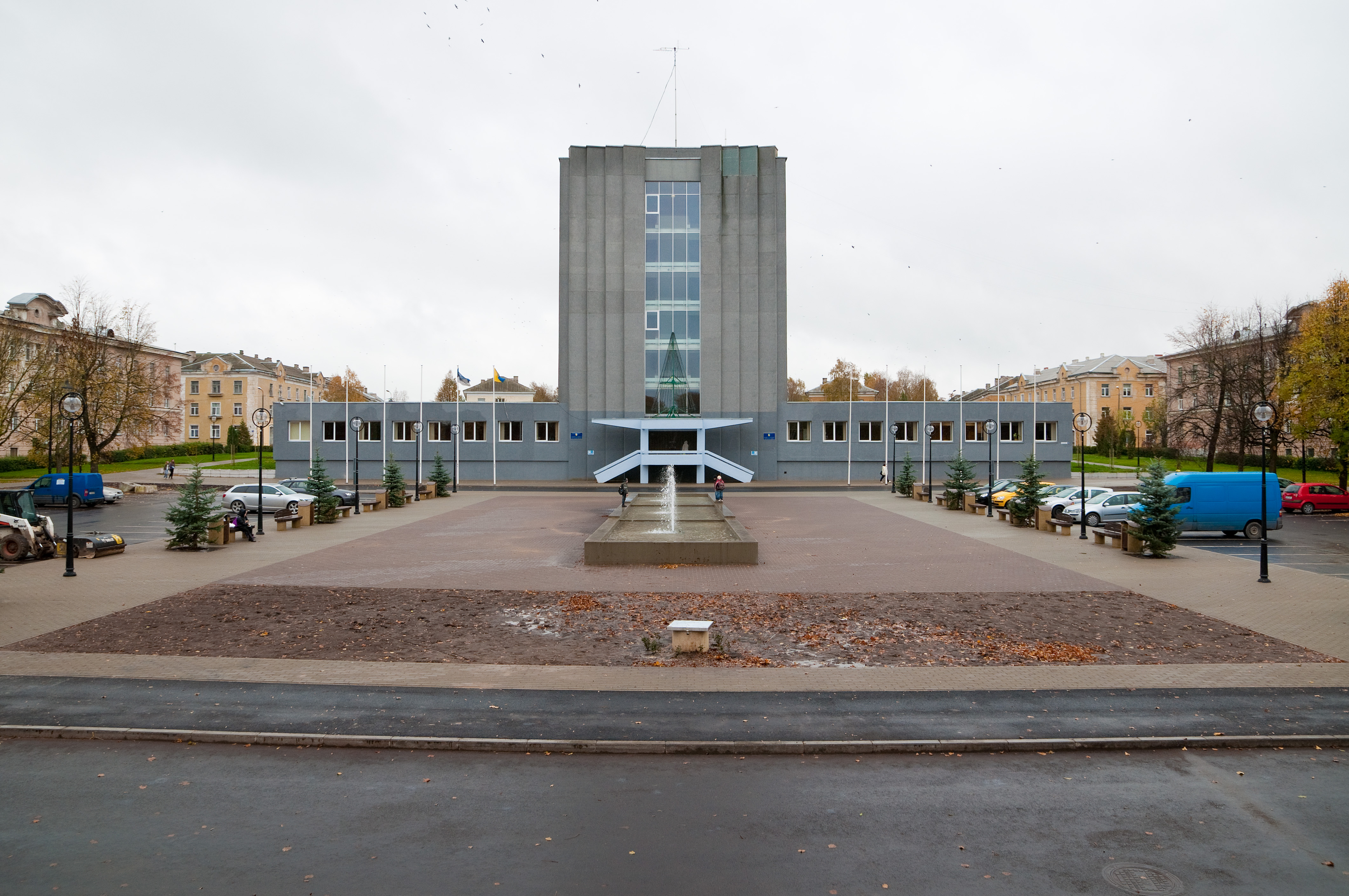
Rathaus

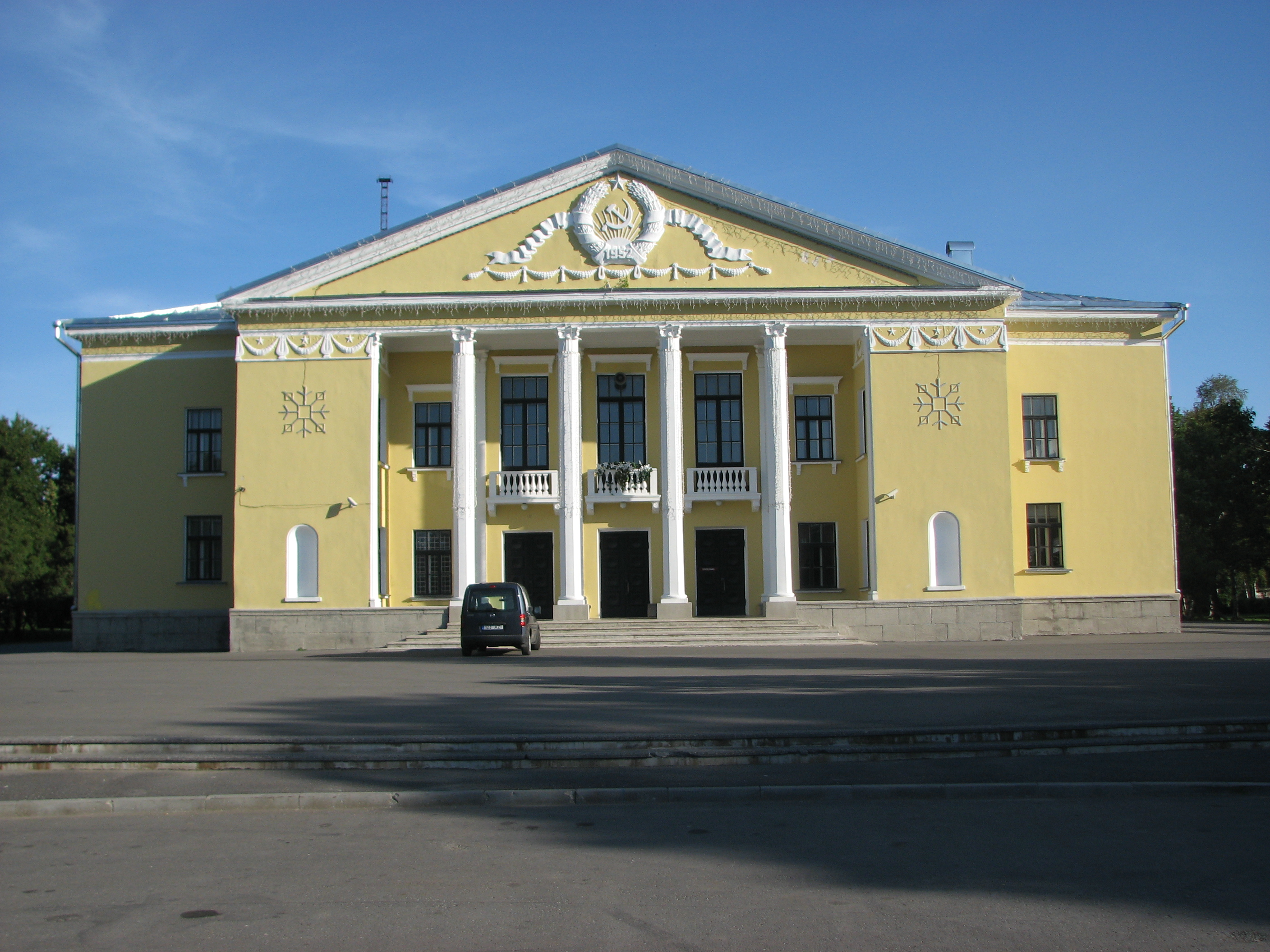
Das Kulturhaus aus sowjetischer Zeit

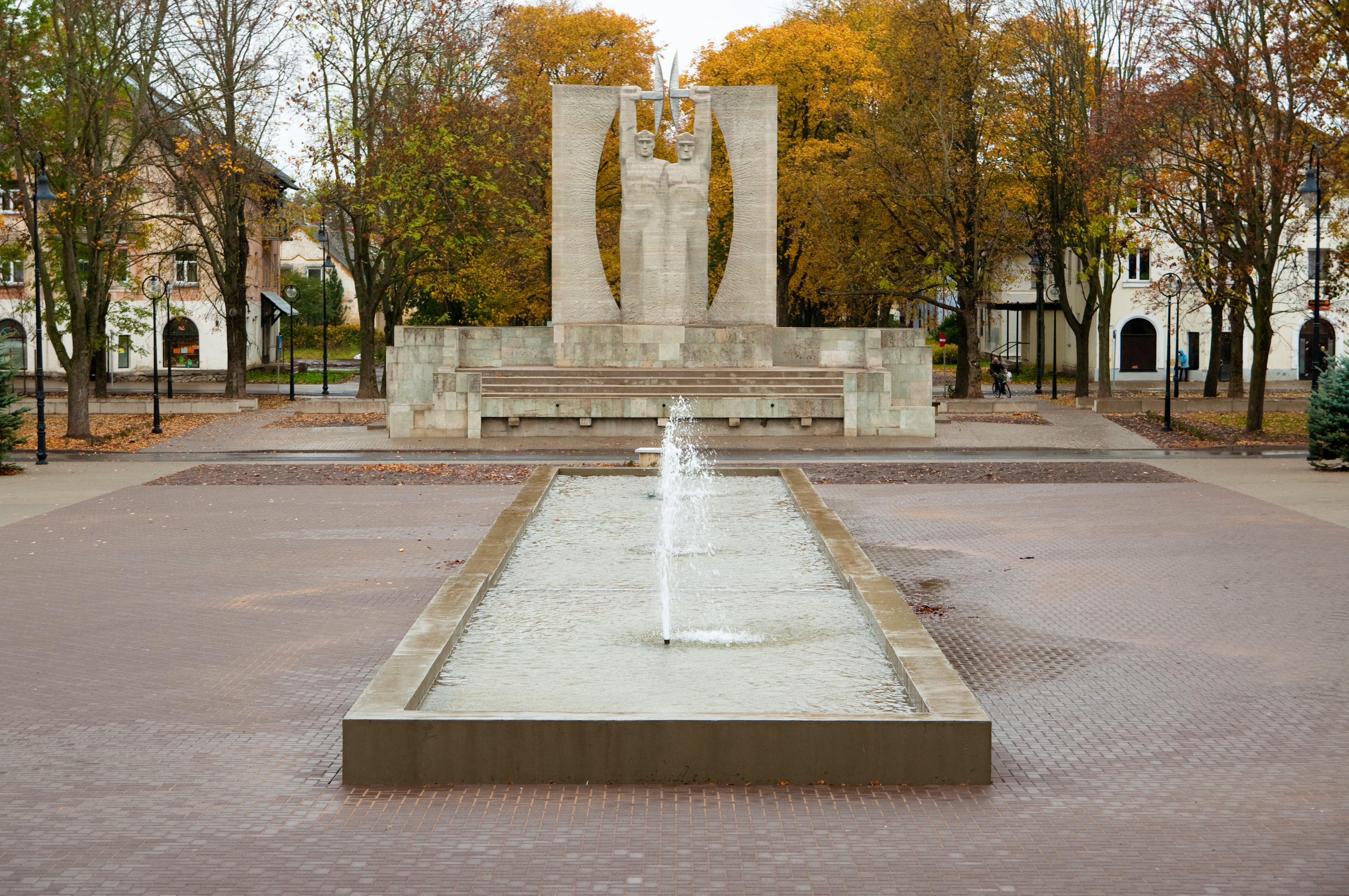
Ehrenmal der Arbeiter

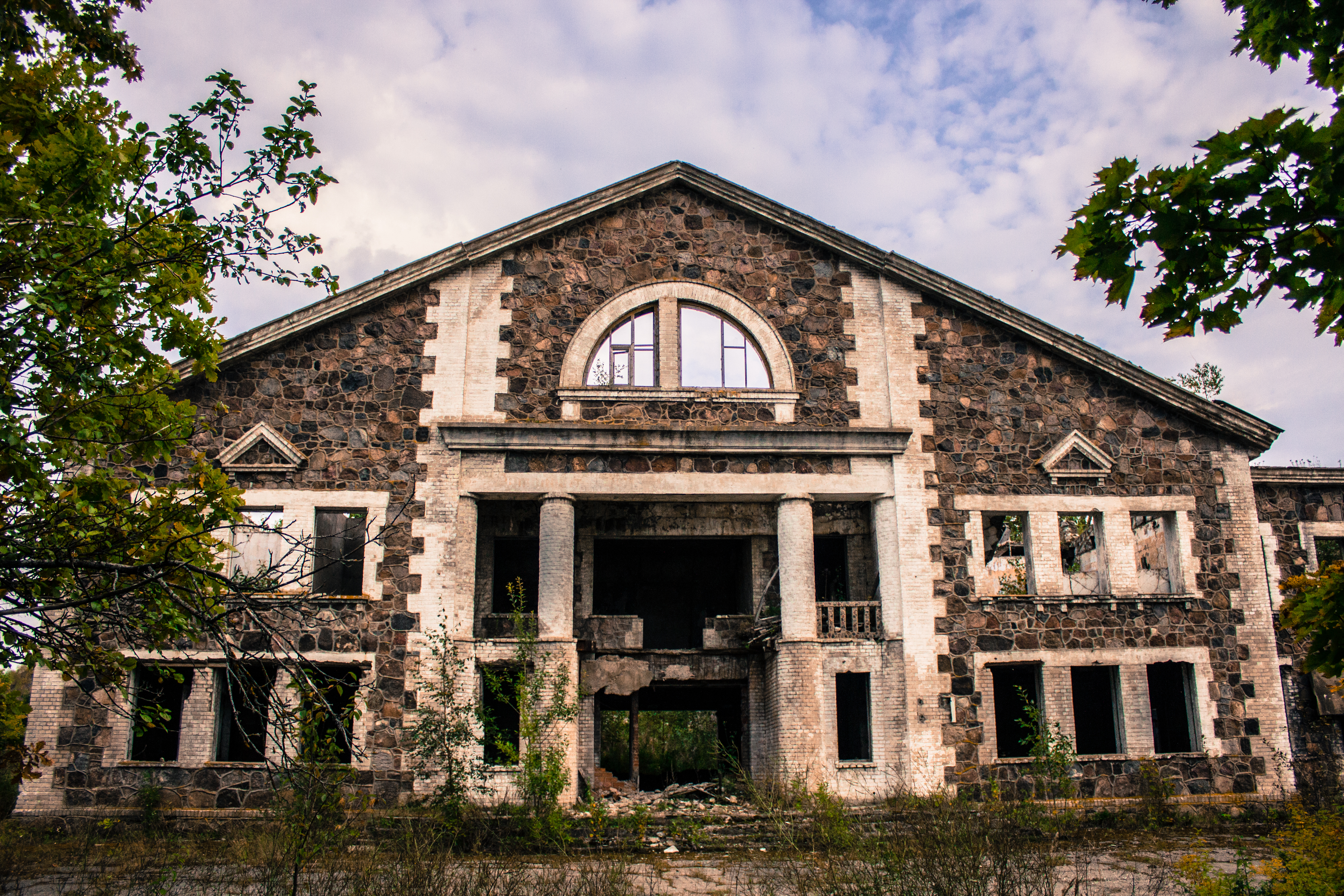
Ehemaliges Bergarbeiterhaus

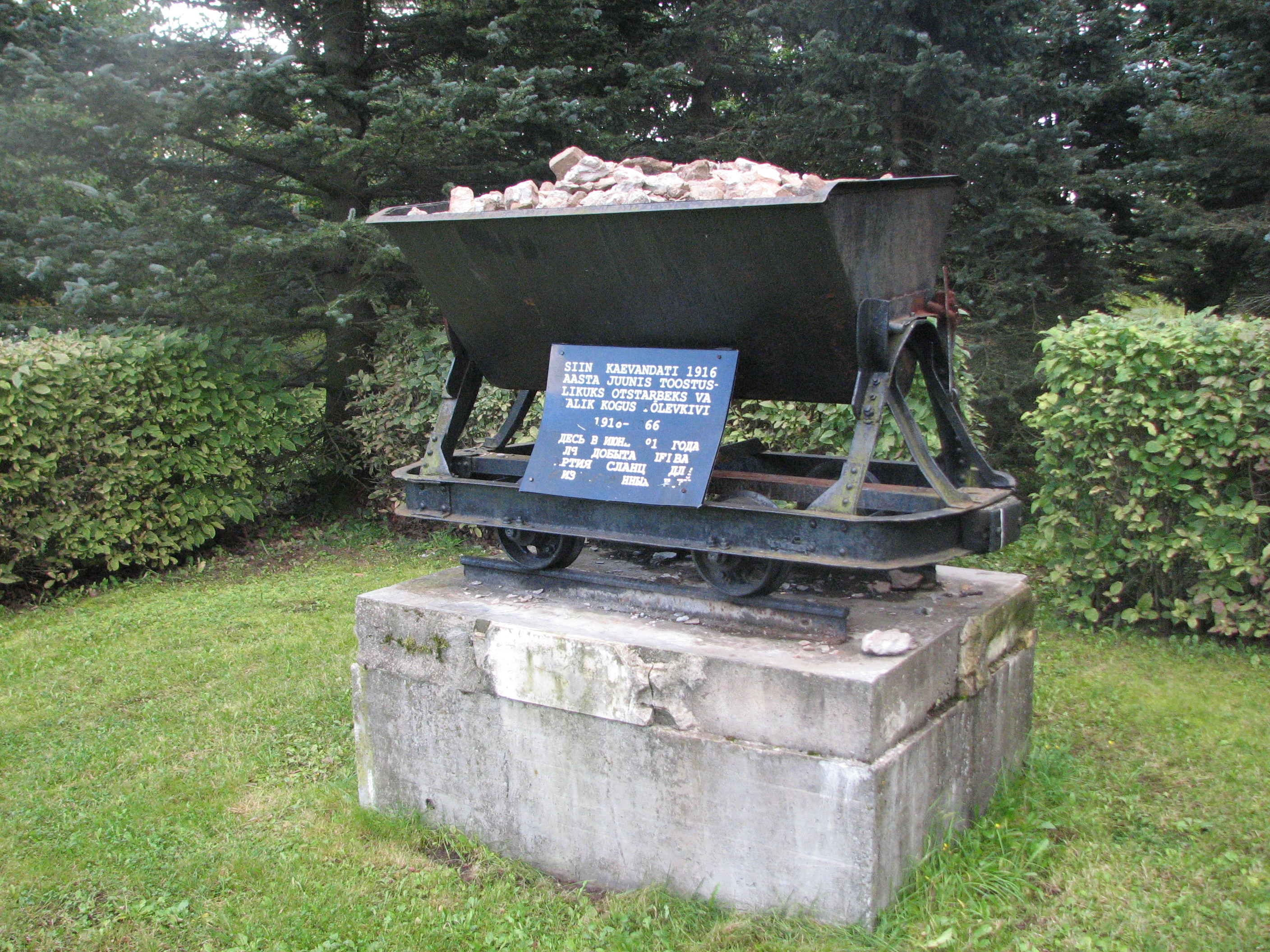
1966 errichtetes Denkmal zum 50. Jahrestag des Ölschieferabbaus

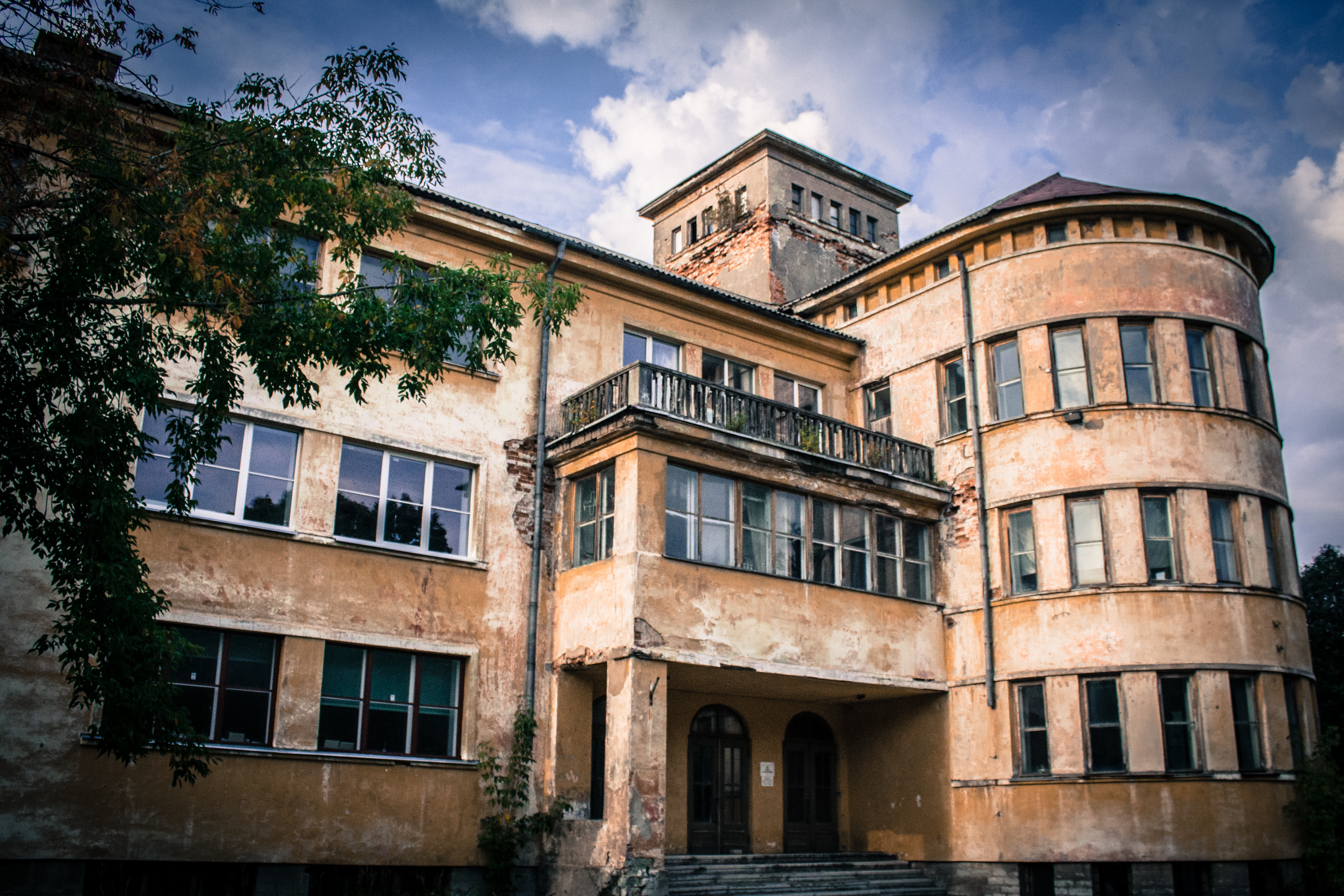
Das 1938 errichtete Schulgebäude

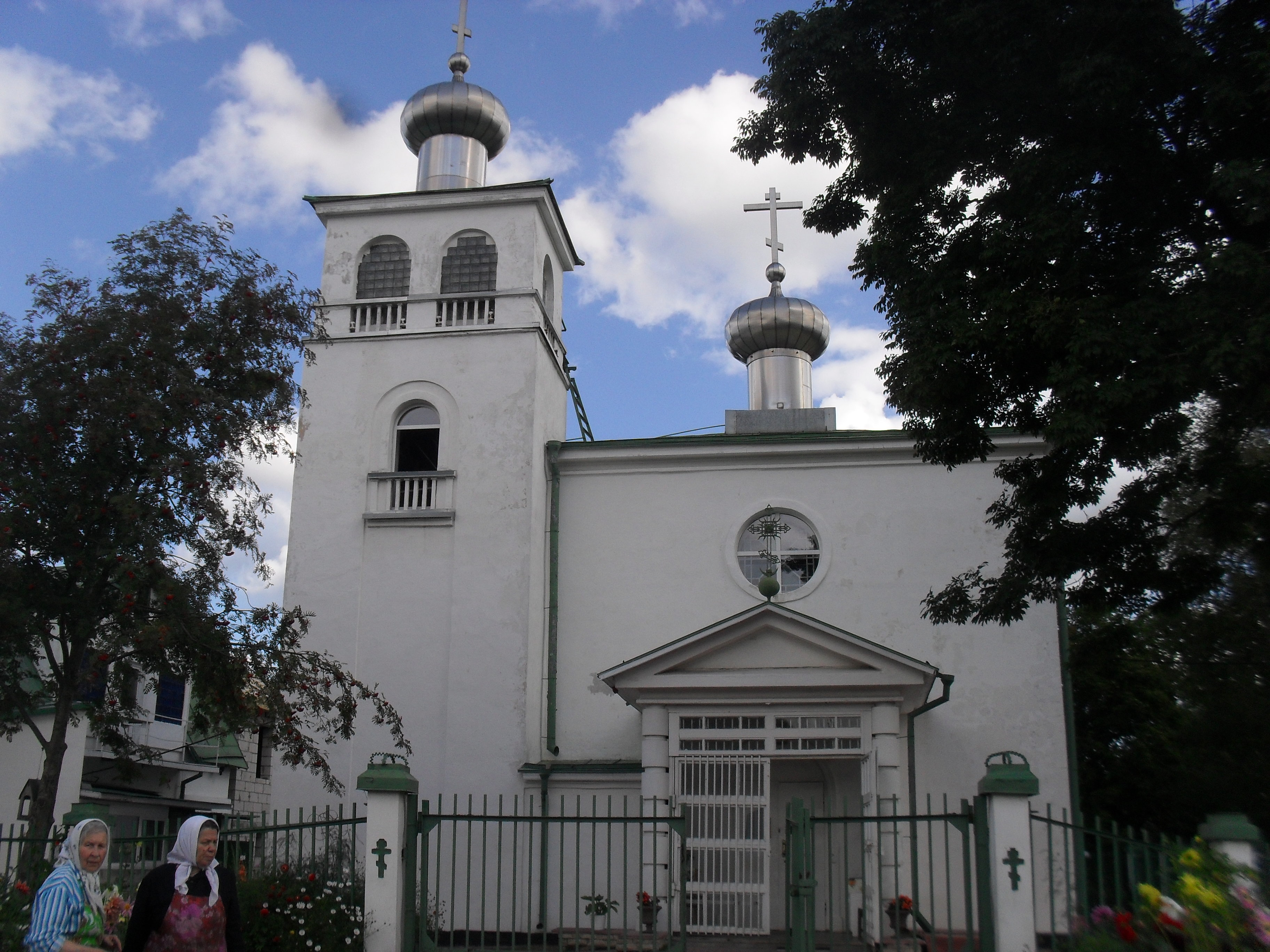
Russisch-orthodoxe Kirche

Die erste Erwähnung der Orte Järve (Jeraius) und Kukruse (Kuckerus) sowie des heute nicht mehr existierenden Dorfes Tõrvasküla (Terauscula) erfolgte im Jahr 1241. Sie sind im Liber Census Daniae, einem dänischen Steuerverzeichnis, aufgeführt. Auch das Dorf Sompa (Soenpa) ist relativ alt; es wurde 1420 erstmals urkundlich erwähnt. Für das 15. Jahrhundert sind die Güter von Kohtla (Kochtel), Sompa (Sompäh) und Järve (Türpsal) belegt.
Eine bedeutende Rolle bei der Entwicklung der Region spielte der Ölschiefer. Er ist mit einem Gesamtvorkommen von geschätzten sechs Milliarden Tonnen der wichtigste Bodenschatz Estlands.
Brennschiefer wurde bereits in den 1870er Jahren erstmals bei Kukruse lokalisiert und in geringem Umfang gefördert. In der Umgebung wurden dann unmittelbar vor dem Ersten Weltkrieg und in der Zwischenkriegszeit reichhaltigere Vorkommen entdeckt und abgebaut. 1916/17 nahm ein Probeabbau seinen Betrieb auf.
1922 wurde die Aktiengesellschaft AS Riiklik Põlevkivitööstus gegründet. 1924 wurde die erste Fabrik zur Schieferverarbeitung errichtet; zwei weitere folgten 1936 und 1938. Eine Raffinerie wurde 1931 in Betrieb genommen. Gleichzeitig entstand die Arbeitersiedlung Kohtla-Järve; ihr Gebiet wird heute „die Altstadt“ (Vanalinn) genannt. In den 30er Jahren wurden weitere Siedlungen wie Käva, Vaheküla und Pavandu dem Ort angeschlossen. Zur selben Zeit entstanden in Kohtla-Järve ein Zementwerk und eine Bitumenfabrik.
Nach dem Zweiten Weltkrieg beschlossen die sowjetischen Behörden auf dem durch die schweren Kämpfe stark verwüsteten Gebiet die Schaffung einer größeren Industriestadt nach sozialistischem Vorbild. In Kohtla-Järve entstand ein großes Chemiekombinat. Hinzu kamen Ölschiefer verarbeitende Betriebe. Mit Ölschiefer wurden auch die Heizkraftwerke von Kohtla-Järve und Ahtme betrieben. Hinzu kamen Kombinate zur Herstellung von Baumaterialien. Ölschiefer wurde am Rande der Stadt abgebaut, in Kukruse auch unter Tage. Die günstige Lage an der Eisenbahnstrecke zwischen Tallinn und Leningrad und die Nähe zum Hafen von Sillamäe begünstigten die industrielle Entwicklung.
Am 15. Juni 1946 bekam Kohtla-Järve die Stadtrechte zugesprochen. In den Folgejahren erfolgten zahlreiche Eingemeindungen. So wurden 1949 die Dörfer Kohtla und Kukruse der Stadt zugeschlagen, 1960 Jõhvi, Ahtme und Sompa und 1964 schließlich Kiviõli, Oru, Viivikonna und Püssi. Nach der Gemeindereform hatte Kohtla-Järve rund 90.000 Einwohner. Nach Wiedererlangung der estnischen Unabhängigkeit 1991 erhielten einige der eingemeindeten Orte ihre kommunale Selbständigkeit zurück.

### Einwohnerentwicklung
| Jahr      | 1959   | 1979   | 1989   | 1994   | 1998   | 2000   | 2004   | 2007   | 2010   | 2012   | 2017   | 2018   | 2025   |
| --------- | ------ | ------ | ------ | ------ | ------ | ------ | ------ | ------ | ------ | ------ | ------ | ------ | ------ |
| Einwohner | 56.000 | 87.472 | 62.059 | 56.600 | 52.611 | 47.679 | 46.346 | 45.399 | 44.492 | 43.817 | 35.056 | 34.394 | 32.839 |

### Kriegsgefangenenlager
In Kohtla-Järve und im 1960 eingemeindeten Ahtme bestanden die Kriegsgefangenenlager 135, Achtme, und 289, Kohtla Järve, für deutsche Kriegsgefangene des Zweiten Weltkriegs. Die sowjetischen Behörden nutzten ihre Arbeitskraft für den Abbau des Ölschiefers und den Aufbau der Stadt.

## Wirtschaft und Infrastruktur
Kohtla-Järve ist weiterhin ein Zentrum des Abbaus und der Verarbeitung von Ölschiefer in Estland, auch wenn die Intensität dieses umweltbelastenden Industriezweigs stark abgenommen hat. Estland hat den Ausstoß von Ruß, Asche, Stickoxiden und Schwefeldioxid in der Stadt inzwischen weitgehend in den Griff bekommen.
Weitere Industriezweige der Stadt sind Fabriken zur Herstellung von Torfbriketts, Baustoffen und Möbeln, außerdem Metallverarbeitung sowie Leicht- und Nahrungsmittelindustrie. In Ahtme gibt es mit AS Virulane eine große Textilfabrik, die zur Baltika-Gruppe gehört. In Ahtme steht ein Eletrizitätskraftwerk.

## Kultur und Sehenswürdigkeiten
Die Stadt ist relativ jung. Sie entstand nach den Zerstörungen des Zweiten Weltkriegs am Rande der Ölschiefer-Abbaugebiete. Erhalten ist aus der Zeit vor dem Zweiten Weltkrieg die 1938 gebaute orthodoxe „Kirche der Verklärung des Herrn“ und die ebenfalls Ende der 1930er Jahre errichtete Grundschule. Beide Gebäude sind im Stil des Funktionalismus projektiert.
Mit der sowjetischen Besetzung Estlands nahm die sozialistische Stadtplanung das Heft in die Hand. Am 4. Oktober 1952 wurde das „Kulturhaus der Bergarbeiter“ im stalinistischen Stil eingeweiht.
Kohtla-Järve besitzt seit 2007 in Kukruse ein Ölschiefermuseum, das ausführlich über die Verwendung von Ölschiefer und den Abbau in der Region informiert. Ausgestellt sind auch Werkzeuge und Schutzkleidung der Bergarbeiter.
Im Stadtteil Kohtla liegt das Bergbaumuseum der Stadt (Kaevanduspark). Die Besucher können acht Meter unter die Erde in einen 1,5 Kilometer langen historischen Stollen gelangen, der 2001 stillgelegt wurde. Dort transportiert ein unterirdischer Zug die Touristen durch den Stollen.
1966 wurde zum 50. Jubiläum des Ölschieferabbaus ein Denkmal eingeweiht. Es zeigt eine Lore.

## Sport
Der Fußballverein FC Lootus Kohtla-Järve spielt in der Esiliiga, der zweiten estnischen Spielklasse.

## Partnerschaften
- Norderstedt
- Outokumpu
- Kemi
- Wyszków
- Kingissepp
- Slanzy
- Saransk
- Weliki Nowgorod
- Soligorsk
- Kėdainiai
- Staffanstorp

## Söhne und Töchter der Stadt
- Waleri Alexejew (* 1948), sowjetisch-russischer Mathematiker, Kybernetiker und Hochschullehrer
- Sirje Olesk (* 1954), Literaturwissenschaftlerin und -kritikerin
- Toomas Annus (* 1960), Unternehmer und Investor
- Ivar Mones (* 1961), Radrennfahrer
- Kristiina Ojuland (* 1966), Politikerin
- Lembit Oll (1966–1999), Schachspieler
- Riho Terras (* 1967), General
- Piret Niglas (* 1968), Skilangläuferin
- Kristina Nurk (* 1972), Flossenschwimmerin
- Arvo Aller (* 1973), Landwirtschaftsfunktionär und Politiker
- Aleksandr Smetanin (* 1980), Eishockeyspieler
- Jevgeni Ossinovski (* 1986), Politiker
- Anton Nekrassov (* 1986), Eishockeyspieler
- Vadim Virjassov (* 1986), Eishockeyspieler
- Waleri Bobkow (* 1989), russisch-estnischer Eishockeyspieler
- Viktor Morozov (* 2004), Leichtathlet